# Newmania sontraensis
Newmania sontraensis là một loài thực vật có hoa trong họ Gừng. Loài này được Trần Hữu Đăng, Lưu Hồng Trường và Jana Leong-Škorničková mô tả khoa học lần đầu tiên năm 2018.
Mẫu định danh: Trần Hữu Đăng & Bùi Văn Tuấn ST-82; thu thập ngày 10 tháng 5 năm 2017 ở cao độ 323 m, tọa độ 16°7′25″B 108°15′33″Đ / 16,12361°B 108,25917°Đ, Khu bảo tồn thiên nhiên Sơn Trà, thành phố Đà Nẵng, Việt Nam. Mẫu holotype lưu giữ tại Viện Sinh thái học Miền Nam (SGN), các mẫu isotype lưu giữ tại Vườn Thực vật Singapore (SING), Bảo tàng Thiên nhiên Việt Nam (VNMN).

## Từ nguyên
Tính từ định danh sontraensis có nguồn gốc từ địa điểm thu thập mẫu điển hình là Khu bảo tồn thiên nhiên SơnTrà, có vai trò quan trọng trong duy trì môi trường của thành phố Đà Nẵng.

## Phân bố
Ghi nhận tại Khu bảo tồn thiên nhiên Sơn Trà, cũng được thu thập tại Vườn quốc gia Bạch Mã. Có những hình ảnh có lẽ thuộc về loài này được chụp tại huyện Phú Lộc, Thành phố Huế và tại huyện Đại Lộc, tỉnh Quảng Nam. Tất cả đều là các địa danh thuộc Việt Nam. Tìm thấy trong các rừng thường xanh ẩm ướt thứ sinh ở cao độ 250–660 m trên các sườn dốc từ thoai thoải đến rất dốc.

## Mô tả
Địa thực vật thân thảo, cao đến 160 cm, với 2–5 chồi lá mỗi thân rễ, cách nhau 1,5–6 cm. Thân rễ ngầm, phân nhánh, đường kính ~1 cm, vỏ màu nâu nhạt, ruột màu trắng kem; các củ rễ hình thoi, ~5 × 0,8 cm, cách thân rễ 5–10 cm. Chồi lá ở 1/3 đến 1/2 gốc không lá, với 10–27 lá xếp thành 2 dãy; bẹ không lá 4-9, màu xanh lục ánh màu đỏ-tía sẫm, nhẵn nhụi, chuyển thành màu nâu và có dạng giấy khi già; bẹ lá màu xanh lục, gấp nếp mịn, đặc biệt ở phần đỉnh gần lưỡi bẹ; lưỡi bẹ dài 1,5–3 mm, 2 thùy khó thấy, màu xanh lục nửa trong mờ, nhẵn nhụi; không cuống lá, tiêu giảm ít hay nhiều thành thể gối; phiến lá hình elip đến hình elip hẹp đến hình trứng ngược hẹp, 12–22 × 4–5 cm, màu xanh lục vừa, bóng và uốn nếp yếu ở mặt trên, màu xanh lục nhạt hơn ở mặt dưới, các lá ở gốc và lá non đôi khi với ánh giàu màu tía sẫm nhiều hay ít ở mặt dưới, nhẵn nhụi cả hai mặt, đáy tù, đỉnh thon nhỏ dần thành nhọn thon, mép nguyên. Cụm hoa mọc từ thân rễ ở phần gốc của chồi lá, cành hoa bông thóc mọc thẳng, gồm 7-12 hoa, nở từ đáy đến đỉnh; cuống cụm hoa dài 1,5–4 cm, đường kính ~5 mm, lá bắc bẹ 4–5, dài 5–20 mm, rộng ~5 mm, màu trắng kem với hoa văn mắt lưới màu đỏ-tía sẫm, nhẵn nhụi, đỉnh tù, đôi khi kết thúc bằng mấu nhỏ; các lá bắc sinh sản xếp thành 2 dãy không hoàn hảo (sắp xếp 2 dãy ở đáy, xoắn ốc ở đỉnh), hình trứng, 10–18 × 7–9 mm, hở tới đáy, màu kem ánh xanh lục với hoa văn mắt lưới màu đỏ-tía sẫm, nhẵn nhụi, đỉnh nhọn thon tù, mép nửa trong mờ, ~0,5 mm; lá bắc con hình trứng, 12–14 × 7–10 mm, hở tới đáy, rộng 7–10 mm (khi tách ra), màu ánh xanh lục đến màu kem với hoa văn mắt lưới màu đỏ-tía sẫm, nhẵn nhụi. Hoa dài 8–10,5 cm; đài hoa hình ống, dài 13–17 mm, đường kính ~4 mm, chẻ một bên ~7–10 mm, màu kem nửa trong mờ thưa hoa văn mắt lưới màu đỏ-tía sẫm, nhẵn nhụi, đỉnh 1 răng nhọn; ống hoa hình trụ hẹp, dài 4–6 cm, đường kính 2,0–2,5 mm, màu trắng, nhẵn nhụi; thùy tràng lưng hình tam giác hẹp, ~28 × 8 mm, màu trắng tinh với các vạch trong mờ, nhẵn nhụi, mấu nhọn sắc ở đỉnh (dài ~3 mm); các thùy tràng bên hình tam giác hẹp với đỉnh có mấu nhọn sắc, 18–26 × 5–6 mm, màu trắng tinh với các đường trong mờ, nhẵn nhụi; cánh môi hình trứng đến thuôn dài với các mép uốn ngược, 28–35 × 16–18 mm ở điểm rộng nhất, nhẵn nhụi, đỉnh 2 thùy với vết chẻ 5–7,5 mm, đậm màu tím tía với nhiều gân trắng ở gốc và trung tâm, mép ở đáy màu trắng; nhị lép bên dạng cánh hoa, hình elip tù không đều, 15–20(–21) × 8–12,5 mm, màu trắng tinh, nhẵn nhụi. Nhị dài 16–18 mm, phần lớn màu trắng hoặc màu trắng kem, hoàn toàn nhẵn nhụi; chỉ nhị dài 8,5–11 mm, rộng ~2,5 mm ở gốc, rộng 3,5 mm ở đỉnh, màu trắng kem, đôi khi với ánh tím ở đáy; bao phấn 6–8 × 3,5 mm, mô liên kết màu trắng kem, đôi khi với ánh màu hồng nhạt, nhẵn nhụi; mào bao phấn nhỏ, dài đến 1,5 mm, tù, với 2 tiểu thùy khó thấy; mô vỏ bao phấn dài 6–6,5 mm, màu kem (chuyển thành ánh đỏ khi già), nứt gần như dọc theo suốt chiều dài của chúng (trừ ~1 mm trên cùng), nhẵn nhụi; phấn hoa màu kem. Bầu nhụy hình trứng ngược, 4,5–5 × 3,5 mm, màu trắng kem hoặc với ánh màu hồng ở đỉnh, nhẵn nhụi, 3 ngăn. Vòi nhụy màu trắng, đôi khi với ánh hồng nhạt, nhẵn nhụi; đầu nhụy dài ~1 mm, đường kính ~0,6 mm, lỗ nhỏ thuôn tròn, hướng về phía trước, có lông rung. Quả nang 3 ngăn nứt không đều, hình trứng, 3–3,5 cm × 1,3 cm với đài bền, màu kem đến màu thịt với ánh tía, nhẵn nhụi, chứa 15–26 hạt. Hạt hình trứng đến hình trứng ngược, có góc cạnh tù, 8–9 × 3–4 mm, màu nâu nhạt với ánh tía, đặc biệt về phía đỉnh, bề mặt bóng, rậm lông tơ ngắn; áo hạt màu trắng, xé rách, các thùy không đều, thẳng, 3–7 mm. Ra hoa tháng 4-5 và tạo quả tháng 5-6.
Nó là tương tự như N. orthostachys nhưng khác ở chỗ có kiểu phát triển chung lớn hơn nhiều với thân giả dài tới 1,6 m gồm tới 24 lá, phiến lá từ hình elip hẹp đến hình trứng ngược hẹp với mặt trên bóng, các lưỡi bẹ ngắn hơn, không quá 3 mm, các thùy tràng hoa vượt xa đáng kể so với các nhị lép bên về chiều dài; so với thân giả 60–80 cm gồm 5–8(–11) lá, phiến lá hình elip đến hình trứng ngược với mặt trên nửa sần sùi, lưỡi bẹ dài 5–10 mm và các thùy tràng hoa dài bằng hoặc chỉ dài hơn một chút so với các nhị lép bên ở N. orthostachys.